# Sojuz TM-9
Sojuz TM-9 (ryska: Союз ТM-9) var en flygning i det sovjetiska rymdprogrammet. Flygningen gick till rymdstationen Mir. Farkosten sköts upp med en Sojuz-U2-raket från Kosmodromen i Bajkonur den 11 februari 1990. Farkosten dockade med rymdstationen den 13 februari 1990.
Den 21 februari 1990 flyttades farkosten från Kvant-1-modulens dockningsport till stationens främre dockningsport.
Den 28 maj 1990 flyttades farkosten tillbaka till Kvant-1-modulen.
Den 3 juli 1990 flyttades farkosten återigen till stationens främre dockningsport.
Farkosten lämnade rymdstationen den 9 augusti 1990. Några timmar senare återinträdde den i jordens atmosfär och landade i Sovjetunionen.

## Isolering
Under dockningen kunde besättningen ombord på Mir se att ett antal isolerings filtar på utsidan av återinträdeskapseln börjat lossna. Det fanns risk att ett antal olika system tagit skada av att vara direkt exponerade för rymden. Vid en rymdpromenad plockades de lösa filtarna bort. Landningen gick som planerat.